# Альбини, Альфред
Альфред Альбини (хорв. Alfred Albini; 15 июля 1896, Загреб, Транслейтания — 4 ноября 1978, Загреб) — хорватский и югославский архитектор и преподаватель. Автор проектов нескольких десятков зданий в стиле модернизма, построенных в Хорватии в период с 1920-х по 1960-е годы.

## Биография
Альфред Альбини родился в городе Грац в семье хорватского дирижёра и композитора Сречко Альбини. В возрасте 23-х лет он окончил Высшую техническую школу в Вене, после чего поступил в только что созданную Высшую техническую школу в Загребе, в которой в 1923 году закончил обучение на архитектора, став первым выпускником этого заведения. После получения образования он остался в вузе, заняв на кафедре архитектуры должность ассистента профессора Виктора Ковачича, после скоропостижной смерти которого, Альбини стал ассистентом нового главы кафедры, архитектора Гуго Эрлиха. Помимо совместной деятельности в вузе, Альбини и Эрлих сообща работали над незаконченным Виктором Ковачичем проектом Дворца фондовой биржи в Загребе, возведённым с их помощью в 1926 году. После смерти Хуго Эрлиха, Альбини был повышен до звания профессора и занял освободившуюся должность заведующего кафедрой архитектуры Технического факультета Загребского университета, которую занимал до 1962 года.
Преподавательскую деятельность Альфред Альбини совмещал с созданием проектов жилых и общественных зданий для хорватских городов. Таким образом в период между мировыми войнами по его проектам было возведено около десятка зданий по всей Хорватии. После Второй мировой войны, несмотря на то, что в кругу хорватских архитекторов был особо популярен авангардный стиль, Альбини продолжил проектировать здания в характерном для него стиле модернизма, что позволило новым постройкам органично влиться в архитектуру хорватских городов, к которым в первую очередь относился Загреб, на чьих улицах разместились ещё несколько построек авторства Альфреда Альбини. Помимо преподавательской и архитектурной деятельности, он также проявлял интерес к лексикографии, дополняя новыми статьями «Хорватскую энциклопедию» и «Энциклопедию изобразительных искусств JLZ».